# Serie A 2009-2010 (calcio a 5)
Il campionato di Serie A 2009-2010 è stato il 21º campionato di Serie A e la 27ª manifestazione nazionale che assegnasse il titolo di campione d'Italia. La stagione regolare ha preso avvio il 3 ottobre 2009 e si è conclusa il 17 aprile 2010, prolungandosi fino al 5 giugno 2010 con la disputa delle partite di spareggio. Rispetto alla stagione precedente sono state introdotte due novità. La formula dei play-off è stata semplificata e vi accedono solamente le squadre classificatesi dal primo all'otto posto del campionato di Serie A. Inoltre, è fatto obbligo alle società di impiegare almeno 3 calciatori nati e residenti in Italia, che abbiano ottenuto il primo tesseramento in Italia.. Retrocedono in serie A2 le ultime due squadre classificate più una terza squadra al termine dei play-out. 
Sono otto le regioni rappresentate in questo torneo. Le regioni maggiormente rappresentate sono il Veneto e la Campania (3 squadre), Abruzzo e Sardegna hanno 2 squadre a testa, mentre Lazio, Emilia-Romagna, Puglia e Sicilia sono rappresentate da una sola squadra ciascuna. La squadra campione in carica è la Luparense, che ha portato il suo numero di campionati vinti a tre. A prendere il posto di Pro Scicli e Polizia Penitenziaria, retrocesse in Serie A2, e Terni, non iscritto, sono state Atiesse, Napoli Vesevo e il ripescato Kaos Futsal.

## Avvenimenti

### Sorteggio calendari
Il sorteggio del campionato di calcio 2009-2010 si è effettuato presso la Casa del Cinema a Roma il 31 luglio.

## Squadre partecipanti[3][4]
| Club           | Città                   | Palazzetto                         | Risultato Stagione 2008-2009                  |
| -------------- | ----------------------- | ---------------------------------- | --------------------------------------------- |
| Arzignano      | Arzignano               | PalaTezze                          | 4º posto in Serie A, elim. in sem. play-off   |
| Atiesse        | Quartu Sant'Elena       | Palazzo dello Sport comunale       | 1º posto in Serie A2 gir. A                   |
| Augusta        | Augusta                 | PalaJonio                          | 11º posto in Serie A                          |
| Bisceglie      | Bisceglie               | PalaDolmen                         | 5º posto in Serie A, elim. ai quarti play-off |
| Cagliari       | Cagliari                | PalaConi                           | 8º posto in Serie A, elim. ai quarti play-off |
| Kaos           | Bologna                 | PalaSavena (San Lazzaro di Savena) | 2º posto in Serie A2 gir. A                   |
| Luparense      | San Martino di Lupari   | PalaDue (Bassano del Grappa)       | 1º posto in Serie A, Campione d'Italia        |
| Marca          | Castelfranco Veneto     | PalaMazzalovo (Montebelluna)       | 3º posto in Serie A, elim. in sem. play-off   |
| Montesilvano   | Montesilvano            | PalaRoma                           | 2º posto in Serie A, elim. in finale Playoff  |
| Napoli         | Castellammare di Stabia | PalaTrincone (Pozzuoli)            | 6º posto in Serie A, elim. ai quarti play-off |
| Napoli Barrese | Napoli                  | Centro FIPAV (Cercola)             | 10º posto in Serie A, elim. 1º turno play-off |
| Napoli Vesevo  | San Giorgio a Cremano   | PalaJacazzi (Aversa)               | 1º posto in Serie A2 gir. B                   |
| Pescara        | Pescara                 | PalaRigopiano                      | 12º posto in Serie A                          |
| TSC Lazio      | Roma                    | Pala To Live                       | 9º posto in Serie A, elim. 1º turno play-off  |

## Sponsor
| Club           | Sponsor Tecnico | Sponsor Ufficiale  |
| -------------- | --------------- | ------------------ |
| Arzignano      | Joma            | TFL Italia         |
| Atiesse        | Agla            | Sgaravatti Land    |
| Augusta        | Joma            | ISAB               |
| Bisceglie      | Joma            | RAMS 23            |
| Cagliari       | Erreà           | IVI petrolifera    |
| Kaos           | Macron          | King Kong Overside |
| Luparense      | Joma            | Alter Ego          |
| Marca          | Nike            | io Master          |
| Montesilvano   | Agla            | Daf Chemiservice   |
| Napoli         | Umbro           | Legea              |
| Napoli Barrese | Legea           | Techmade           |
| Napoli Vesevo  | Gimer Sport     | Ingromarket        |
| Pescara        | Givova          | Ponzio Aluminium   |
| TSC Lazio      | Legea           | APF Marketing      |

## Stagione regolare

### Classifica
|  | Pos. | Squadra        | Pt | G  | V  | N  | P  | GF  | GS  | DR   |
|  | ---- | -------------- | -- | -- | -- | -- | -- | --- | --- | ---- |
|  | 1.   | Marca          | 64 | 26 | 20 | 4  | 2  | 121 | 57  | +64  |
|  | 2.   | Montesilvano   | 59 | 26 | 18 | 5  | 3  | 88  | 36  | +52  |
|  | 3.   | Luparense      | 56 | 26 | 17 | 5  | 4  | 129 | 56  | +73  |
|  | 4.   | Bisceglie      | 43 | 26 | 11 | 10 | 5  | 104 | 80  | +24  |
|  | 5.   | Augusta        | 41 | 26 | 12 | 5  | 9  | 99  | 86  | +13  |
|  | 6.   | Napoli Vesevo  | 37 | 26 | 10 | 7  | 9  | 111 | 91  | +20  |
|  | 7.   | TSC Lazio      | 33 | 26 | 8  | 10 | 8  | 89  | 62  | +27  |
|  | 8.   | Kaos           | 33 | 26 | 9  | 6  | 11 | 79  | 74  | +5   |
|  | 9.   | Pescara        | 32 | 26 | 8  | 8  | 10 | 121 | 82  | +39  |
|  | 10.  | Napoli Barrese | 29 | 26 | 8  | 5  | 13 | 99  | 93  | +6   |
|  | 11.  | Atiesse        | 28 | 26 | 6  | 10 | 10 | 96  | 86  | +10  |
|  | 12.  | Cagliari       | 24 | 26 | 6  | 6  | 14 | 94  | 94  | 0    |
|  | 13.  | Arzignano      | 14 | 26 | 5  | 1  | 20 | 51  | 205 | -154 |
|  | 14.  | Napoli         | 6  | 26 | 3  | 0  | 23 | 47  | 226 | -179 |

### Verdetti
- Montesilvano Campione d'Italia 2009-2010 e qualificato alla Coppa UEFA 2009-10.
- Arzignano e Napoli retrocesse ma non iscritte alla Serie A2 2010-11.
- Atiesse  retrocessa dopo i play-out ma ripescata in seguito all'esclusione del Napoli Barrese.

### Calendario e risultati
| andata      | 1ª giornata            | ritorno      |
| 3 ott. 2009 |                        | 29 dic. 2009 |
| 5-0         | Bisceglie - Napoli     | 10-4         |
| 3-0         | Montesilvano - Atiesse | 5-1          |
| 1-1         | Kaos - TSC Lazio       | 3-3          |
| 4-3         | Marca - NA Barrese     | 5-2          |
| 6-6         | NA Vesevo - Luparense  | 2-6          |
| 6-2         | Cagliari - Augusta     | 2-3          |
| 4-2         | Arzignano - Pescara    | 0-12         |

| andata       | 4ª giornata              | ritorno     |
| 24 ott. 2009 |                          | 6 feb. 2010 |
| 6-0          | Luparense - Augusta      | 5-3         |
| 2-2          | Atiesse - Marca          | 1-4         |
| 6-4          | Napoli - Cagliari        | 0-6         |
| 0-3          | NA Barrese - NA Vesevo   | 0-2         |
| 2-6          | Pescara - Kaos           | 1-3         |
| 4-4          | Arzignano - Bisceglie    | 0-14        |
| 1-1          | TSC Lazio - Montesilvano | 0-4         |

| andata       | 7ª giornata            | ritorno      |
| 14 nov. 2009 |                        | 27 feb. 2010 |
| 6-0          | Luparense - Napoli     | 9-0          |
| 6-2          | Augusta - NA Barrese   | 1-5          |
| 1-1          | Montesilvano - Pescara | 3-0          |
| 1-1          | Kaos - Bisceglie       | 2-3          |
| 3-5          | NA Vesevo - Marca      | 2-2          |
| 2-3          | Cagliari - Arzignano   | 16-1         |
| 3-3          | TSC Lazio - Atiesse    | 4-1          |

| andata      | 10ª giornata             | ritorno      |
| 5 dic. 2009 |                          | 27 mar. 2010 |
| 5-4         | Atiesse - NA Vesevo      | 3-4          |
| 0-3         | Bisceglie - Montesilvano | 5-3          |
| 6-4         | Kaos - Cagliari          | 4-3          |
| 7-3         | Marca - Augusta          | 1-3          |
| 9-1         | NA Barrese - Napoli      | 20-4         |
| 4-4         | Pescara - TSC Lazio      | 1-1          |
| 0-6         | Arzignano - Luparense    | 0-16         |

| andata       | 13ª giornata            | ritorno      |
| 19 dic. 2009 |                         | 17 apr. 2010 |
| 4-2          | Luparense - Kaos        | 2-3          |
| 2-2          | Atiesse - Pescara       | 5-7          |
| 7-3          | Augusta - NA Vesevo     | 5-5          |
| 4-3          | Montesilvano - Cagliari | 4-1          |
| 3-6          | Napoli - Marca          | 0-12         |
| 6-0          | NA Barrese - Arzignano  | 11-3         |
| 4-3          | TSC Lazio - Bisceglie   | 4-4          |

| andata       | 2ª giornata            | ritorno     |
| 10 ott. 2009 |                        | 5 gen. 2010 |
| 9-1          | Luparense - Cagliari   | 2-2         |
| 3-2          | Atiesse - Arzignano    | 16-2        |
| 3-5          | Augusta - Montesilvano | 2-2         |
| 4-3          | Napoli - Kaos          | 1-8         |
| 3-4          | NA Barrese - Bisceglie | 4-5         |
| 4-5          | Pescara - Marca        | 1-4         |
| 2-2          | TSC Lazio - NA Vesevo  | 0-4         |

| andata       | 5ª giornata           | ritorno      |
| 31 ott. 2009 |                       | 13 feb. 2010 |
| 4-3          | Luparense - Atiesse   | 7-3          |
| 2-1          | Augusta - TSC Lazio   | 2-4          |
| 1-4          | Bisceglie - Marca     | 3-6          |
| 5-1          | Montesilvano - Napoli | 10-0         |
| 0-4          | Kaos - Arzignano      | 10-0         |
| 2-2          | NA Vesevo - Pescara   | 6-7          |
| 2-2          | Cagliari - NA Barrese | 6-7          |

| andata       | 8ª giornata              | ritorno      |
| 21 nov. 2009 |                          | 13 mar. 2010 |
| 1-1          | Atiesse - Kaos           | 4-4          |
| 3-3          | Bisceglie - NA Vesevo    | 3-3          |
| 5-2          | Marca - Cagliari         | 7-4          |
| 1-3          | Napoli - TSC Lazio       | 0-22         |
| 5-5          | NA Barrese - Luparense   | 2-8          |
| 5-2          | Pescara - Augusta        | 2-7          |
| 1-2          | Arzignano - Montesilvano | 0-11         |

| andata      | 11ª giornata          | ritorno     |
| 8 dic. 2009 |                       | 3 apr. 2010 |
| 2-2         | Luparense - Marca     | 3-5         |
| 5-5         | Augusta - Bisceglie   | 1-3         |
| 2-1         | Montesilvano - Kaos   | 4-2         |
| 1-9         | Napoli - Pescara      | 3-32        |
| 1-1         | NA Barrese - Atiesse  | 4-8         |
| 9-4         | Cagliari - NA Vesevo  | 1-4         |
| 6-0         | TSC Lazio - Arzignano | 8-0         |

| andata       | 3ª giornata              | ritorno     |
| 17 ott. 2009 |                          | 9 gen. 2010 |
| 3-2          | Augusta - Atiesse        | 3-3         |
| 3-2          | Bisceglie - Pescara      | 5-5         |
| 0-4          | Montesilvano - Luparense | 2-2         |
| 4-1          | Kaos - NA Barrese        | 0-2         |
| 4-2          | Marca - Arzignano        | 13-3        |
| 7-5          | NA Vesevo - Napoli       | 7-1         |
| 2-2          | Cagliari - TSC Lazio     | 2-3         |

| andata      | 6ª giornata               | ritorno      |
| 7 nov. 2009 |                           | 20 feb. 2010 |
| 5-5         | Atiesse - Bisceglie       | 4-4          |
| 5-2         | Marca - Kaos              | 3-2          |
| 3-4         | Napoli - Augusta          | 0-6          |
| 0-3         | NA Barrese - Montesilvano | 1-3          |
| 2-2         | Pescara - Cagliari        | 1-3          |
| 5-1         | Arzignano - NA Vesevo     | 3-18         |
| 3-4         | TSC Lazio - Luparense     | 3-4          |

| andata       | 9ª giornata            | ritorno      |
| 28 nov. 2009 |                        | 20 mar. 2010 |
| 3-1          | Luparense - Pescara    | 2-4          |
| 6-2          | Augusta - Arzignano    | 10-1         |
| 2-0          | Montesilvano - Marca   | 0-0          |
| 1-8          | Napoli - Atiesse       | 0-6          |
| 8-3          | NA Vesevo - Kaos       | 1-2          |
| 3-3          | Cagliari - Bisceglie   | 3-4          |
| 2-3          | TSC Lazio - NA Barrese | 1-1          |

| andata       | 12ª giornata             | ritorno      |
| 12 dic. 2009 |                          | 10 apr. 2010 |
| 2-1          | Bisceglie - Luparense    | 2-3          |
| 2-2          | Kaos - Augusta           | 4-8          |
| 6-3          | Marca - TSC Lazio        | 4-1          |
| 4-5          | NA Vesevo - Montesilvano | 3-1          |
| 2-2          | Pescara - NA Barrese     | 10-3         |
| 5-4          | Cagliari - Atiesse       | 2-2          |
| 4-6          | Arzignano - Napoli       | 7-2          |

### Statistiche e record

#### Record
- Maggior numero di vittorie: Marca (19)
- Minor numero di sconfitte: Marca (2)
- Migliore attacco: Luparense (129)
- Miglior difesa: Montesilvano (36)
- Miglior differenza reti: Luparense (+73)
- Maggior numero di pareggi: 3 squadre (10)
- Minor numero di pareggi: Napoli (0)
- Minor numero di vittorie: Napoli (3)
- Maggior numero di sconfitte: Napoli (22)
- Peggiore attacco: Napoli (47)
- Peggior difesa: Napoli (214)
- Peggior differenza reti: Napoli (-167)
- Partita con più reti: Pescara-Napoli 32-3 (35)
- Partita casalinga con maggiore scarto di gol: Pescara-Napoli 32-3 (29)
- Partita in trasferta con maggiore scarto di gol: Napoli-Napoli Barrese 4-20 (16)
- Miglior serie positiva: ? (?)
- Risultato più frequente: 2-2 (15)
- Totale dei gol segnati: 1316

#### Classifica marcatori
| Gol |  |  | Giocatore        | Squadra       |
| --- |  |  | ---------------- | ------------- |
| 36  |  |  | Gustavo Menini   | Pescara       |
| 33  |  |  | Vampeta          | Luparense     |
| 27  |  |  | Kaká             | Augusta       |
| 26  |  |  | Antonio Campano  | Napoli Vesevo |
| 25  |  |  | Adelmo Pereira   | Atiesse       |
| 24  |  |  | Cristian Borruto | Montesilvano  |
| 24  |  |  | Diego Cavinato   | Augusta       |
| 21  |  |  | Rogério          | Napoli Vesevo |
| 20  |  |  | Sandrinho        | Napoli Vesevo |
| 19  |  |  | Jader Fornari    | Napoli Vesevo |

## Play-off
Ai play-off si qualificano le prime otto squadre della serie A. Tutti gli incontri sono a eliminazione diretta con gare di andata e ritorno. Gli incontri di ritorno sono effettuati in casa delle squadre meglio classificate al termine della “Stagione Regolare”. Al termine degli incontri saranno dichiarate vincenti le squadre, che nelle due partite di andata e di ritorno, avranno ottenuto il maggior punteggio. In caso di parità di punti tra le due squadre al termine delle due gare, indipendentemente dalla differenza reti, si disputerà una terza gara di spareggio da giocarsi sempre sul campo della migliore classificata al termine della stagione regolare. In caso di parità al termine della terza gara si giocheranno due tempi supplementari di 5 minuti ciascuno. Qualora anche al termine di questi le due squadre fossero in parità si procederà all'effettuazione dei calci di rigore.

### Tabellone
|  | Quarti di finale | Quarti di finale | Quarti di finale | Quarti di finale | Quarti di finale |  |  | Semifinali | Semifinali   | Semifinali | Semifinali   | Semifinali |   |   | Finale | Finale | Finale | Finale | Finale |  |
|  |                  |                  |                  |                  |                  |  |  |            |              |            |              |            |   |   |        |        |        |        |        |  |
|  | 1                | Marca            | 3                | 3                | -                |  |  |            |              |            |              |            |   |   |        |        |        |        |        |  |
|  | 8                | Kaos             | 2                | 2                | -                |  |  | 1          | Marca        | 5          | 3            | 5 (dts)    |   |   |        |        |        |        |        |  |
|  | 5                | Augusta          | 6                | 2                | 2                |  |  | 4          | Bisceglie    | 5          | 3            | 3          |   |   |        |        |        |        |        |  |
|  | 4                | Bisceglie        | 4                | 5                | 3                |  |  |            |              |            |              |            |   |   |        | Marca  | 1      | 4      | 1      |  |
|  | 6                | Napoli Vesevo    | 7                | 2                | 2 (3)            |  |  |            |              |            | Montesilvano | 3          | 1 | 6 |        |        |        |        |        |  |
|  | 3                | Luparense        | 4                | 7                | 2 (5)            |  |  | 3          | Luparense    | 3          | 1            | 0          |   |   |        |        |        |        |        |  |
|  | 2                | Montesilvano     | 4                | 2                | 3                |  |  | 2          | Montesilvano | 1          | 6            | 2          |   |   |        |        |        |        |        |  |
|  | 7                | TSC Lazio        | 3                | 3                | 1                |  |  |            |              |            |              |            |   |   |        |        |        |        |        |  |

### Risultati

#### Quarti di finale

##### Gara 1
| Arbitri: | Fabio Bosi (Foligno) Mirko D'Angeli (Pesaro) |

|                               |           |                                |
| Mindoli 29’ Bebetinho 39'30'’ | Marcatori | 15’, 22’ Duarte 36’ De Nichile |

| Arbitri: | Luca Rainato (Padova) Antonio Barbiero (Vicenza) |

|                                                                         |           |                                                     |
| Fortino 3'50'’, 4’, 17'15'’ Merlim 35'45'’ Fortino 36'25'’ Kaká 38'14'’ | Marcatori | 9'35'’ Pereira 17’ Dao 22’ Nicolodi 23'15'’ Pereira |

| Arbitri: | Giampaolo Gallone (Busto Arsizio) Fabio Gelonese (Milano) |

| |           |                                                       |
| Campano 7'44'’ Sandrinho 17'56'’ Fornari 19'10'’ (t.l.) Bresciani 19'52'’ Fornari 23'07'’ Campano 36'09'’ Fornari 36'39'’ (t.l.) | Marcatori | 4'04'’ Danieli 33'18'’ 35'50'’ (t.l.) 38'36'’ Honorio |

| Arbitri: | Fabrizio Ferrari (Modena) Alessandro Conti (Bologna) |

|                                          |           |                                                |
| Dimas 0'50'’ Corsini 14'45'’ Alcaraz 21’ | Marcatori | 7’, 10'20'’ Borruto 14'15'’ Patias 25’ Borruto |

##### Gara 2
| Arbitri: | Ugo Navillod (Aosta) Gaetano Gangilli (Genova) |

|                                             |           |                                       |
| De Nichile 16’ Grana 16'20'’ E. Bertoni 22’ | Marcatori | 38’ Volpato 39'30'’ Anderson Ferreira |

| Arbitri: | Luca Giacomin (Mestre) Andrea Giada (Mestre) |

|                                                         |           |                              |
| Nicolodi 7’ Pedotti 7'48'’ 16'30'’ 32'’ Pereira 19'30'’ | Marcatori | 10'30'’ Kaká 13'30'’ Saiotti |

| Arbitri: | Angelo Grimaldi (Vibo Valentia) Leonardo Balli (Prato) |

|                                                                                |           |                                       |
| Nuno 10'’ Vampeta 16’ Chilavert 23’ Honorio 24’ Vampeta 32’ 34’ Pellegrini 39’ | Marcatori | 34'30'’ (t.l.) 39'10'’ (t.l.) Fornari |

| Arbitri: | Roberto Astolfi (Rovigo) Pierluigi Bedendo (Rovigo) |

|                                             |           |                                         |
| Patias 14'45'’ (t.l.) Júnior 32'49'’ (rig.) | Marcatori | 15'15'’ Dimas 33'40'’ Moreira 39’ Dimas |

##### Gara 3
| Arbitri: | Claudio Valle (Mantova) Marco Paolone (Campobasso) |

|                                                   |           |                              |
| Nicolodi 18'51'’ Pereira 27'48'’ Nicolodi 39'02'’ | Marcatori | 10'20'’ Kaká 21'21'’ Fortino |

| Arbitri: | Damiano De Felice (Molfetta) Nicola Gisondi (Molfetta) |

|                                |                      |                                |
| Honorio 1'27'’ Nuno 18’ (t.l.) | Marcatori            | 15’, 33’ Sandrinho             |
| Pellegrini Nuno Vampeta        | Tiri di rigore 3 – 1 | Melise Rossa Sandrinho Fornari |

| Arbitri: | Giuseppe Piazzolla (Barletta) Giacomo De Varti (Foggia) |

|                                         |           |             |
| Garcias 3’ Júnior 28’ Patias 37’ (t.l.) | Marcatori | 11’ Manzali |

#### Semifinali

##### Gara 1
| Arbitri: | Giovanni Muratore (Perugia) Maurizio Pacifico (Albano Laziale) |

|                                                                            |           |                                                                           |
| Pereira 5'21'’ Dao 18'30'’, 31'14'’ Pedotti 38'49'’ (t.l.), 39'51'’ (t.l.) | Marcatori | 4'49'’ Bellomo 5'47'’ Coco 15'05'’ (t.l.) Grana 15'41'’, 31'27'’ Brancher |

| Arbitri: | Alberto Maestroni (Varese) Fabio Gelonese (Milano) |

|                                     |           |               |
| Honorio 16’ Vampeta 29’ Honorio 39’ | Marcatori | 4’ Calderolli |

##### Gara 2
| Arbitri: | Domenico Daidone (Trapani) Vittorio Sperati (Rieti) |

|                                              |           |                                    |
| Grana 8'56'’ Brancher 25’ De Nichile 36'15'’ | Marcatori | 14’ Laion 26’ Pedotti 30’ Mocellin |

| Arbitri: | Luca Illotto (Trento) Alessandro Malfer (Rovereto) |

|                                                                              |           |          |
| Calderolli 4’ Cuzzolino 6’ Forte 8’ Mammarella 36’ Calderolli 37’ Patias 39’ | Marcatori | 21’ Nuno |

##### Gara 3
| Arbitri: | Alessandro Scardicchio (Pescara) Manuela Di Clemente (Pescara) |

|                                                                     |           |                                     |
| De Nichile 13’ Duarte 21’ Jonas 31’ Brancher 42’ E. Bertoni 44'20'’ | Marcatori | 10’ Planas 16’ Dao 39'58'’ Nicolodi |

| Arbitri: | Gaetano Gangilli (La Spezia) Arnaldo Ciciarello (Catanzaro) |

|                                      |           |  |
| Patias 17'10'’ (t.l.) Caputo 30'30'’ | Marcatori |  |

#### Finale

##### Gara 1
| Arbitri: | Mario Baglivo (Pisa) Francesco Massini (Roma 1) |

|                                         |           |           |
| Garcias 2'30'’ Borruto 32'18'’, 32'34'’ | Marcatori | 3’ Duarte |

##### Gara 2
| Arbitri: | Giorgio D'Agostino (Sondrio) Aniello Prisco (Frosinone) |

|                                                  |           |            |
| E. Bertoni 4'50'’ 24'33'’ Coco 28'57'’ Grana 40’ | Marcatori | 17’ Júnior |

##### Gara 3
| Arbitri: | Giovanni Muratore (Perugia) Angelo Grimaldi (Vibo Valentia) |

|                    |           |                                                                                              |
| De Nichile 10'24'’ | Marcatori | 10'55'’ Burato 19'59'’ Borruto 28'36'’ Garcias 31'55'’ Borruto 34'53'’ Garcias 37'28'’ Forte |

## Play-out

### Andata
| Arbitri: | Massimo Cumbo (Ostia Lido) Alessandro Malfer (Rovereto) |

|                        |           |                       |
| Asquer 6’ Jubanski 27’ | Marcatori | 13’ Noro 24’ Torcivia |

### Ritorno
| Arbitri: | Giovanni Muratore (Perugia) Alberto Maestroni (Varese) |

|           |           |                                            |
| Nurchi 1’ | Marcatori | 16’ (aut.) Pucheta 26’ Serginho 33’ Asquer |

## Supercoppa italiana
La dodicesima Supercoppa italiana è stata disputata sabato 19 settembre alle ore 21 al PalaBassano di Bassano del Grappa tra i Campioni d'Italia della Luparense e i detentori della Coppa Italia dell'Arzignano.
| Arbitri: | Giorgio D'Agostino (Sondrio) Giacomo De Varti (Foggia) |

| |            | |
| Nuno 12'42'’ Danieli 42'30'’ Nuno 49'’ | Marcatori  | 30'’ Belsito |
| · Miguel Weber · Anderson Pellegrini · Rodrigo Campagnaro · Danieli · Marcelo Barro · César · Rogério Mielo · Humberto Honorio · Vampeta · Davide Putano · Eros Temporin · Nuno | Formazioni | · Guilherme Kuromoto · Mohamed Yabre · Piergiorgio Castronovi · Mico Pagnan · Carlos Chilavert · Pablo Belsito · Nicolás Gulizia · Stefano Seraglio · Leandro Cuzzolino · Clayton Baptistella · Stefano Zerbato · Marcello Latino |
| Federico Vidal | Allenatori | Julio Fernández |

## Copertura televisiva
In Italia il Campionato italiano di calcio a 5 viene trasmesso in diretta al sabato pomeriggio da Raisport più: una partita a settimana.
- 03/10 Kaos-TSC Lazio
- 10/10 Pescara-Marca Futsal
- 17/10 Montesilvano-Luparense
- 24/10 Napoli Barrese-Napoli Vesevo
- 31/10 Augusta–TSC Lazio
- 07/11 Napoli Barrese-Montesilvano
- 14/11 Cagliari-Arzignano Grifo
- 21/11 Marca Futsal-Cagliari
- 28/11 Montesilvano-Marca Futsal (Differita)
- 05/12 Bisceglie-Montesilvano (Differita)
- 08/12 Luparense-Marca Futsal (Differita)
- 12/12 Marca Futsal-TSC Lazio
- 19/12 TSC Lazio-Bisceglie (Differita)

- 29/12 Atiesse-Montesilvano
- 05/01 Napoli Vesevo-TSC Lazio
- 09/01 Luparense-Montesilvano
- 06/02 Augusta-Luparense
- 13/02 Marca Futsal-Bisceglie
- 20/02 Luparense-TSC Lazio (Diretta RaiSport+ e sintesi su Rai3)
- 27/02 Pescara-Montesilvano (Differita)
- 13/03 Kaos Futsal-Atiesse (Differita)
- 20/03 Marca Futsal-Montesilvano (Differita)
- 27/03 Cagliari-Kaos
- 07/04 Marca Futsal-Luparense
- 10/04 Atiesse-Cagliari
- 17/04 Pescara-Atiesse

- 01/05 Augusta-Bisceglie
- 06/05 Montesilvano-TSC Lazio
- 08/05 Bisceglie-Augusta
- 14/05 Luparense-Montesilvano (Differita)
- 19/05 Marca Futsal-Bisceglie
- 21/05 Montesilvano-Luparense
- 28/05 Montesilvano-Marca Futsal (Differita)
- 03/06 Marca Futsal-Montesilvano
- 05/06 Marca Futsal-Montesilvano